# Torneo de Basilea 2013
El Swiss Indoors Basel 2013 es un torneo de tenis que pertenece a la ATP en la categoría de ATP World Tour 500. Se disputará desde el 21 al 27 de octubre del 2013 sobre moqueta en la ciudad de Basilea, Suiza.

## Distribución de puntos
| Etapa                     | Individuales | Doble |
| ------------------------- | ------------ | ----- |
| Campeón                   | 500          | 500   |
| Finalista                 | 300          | 300   |
| Semifinal                 | 180          | 180   |
| Cuartos de final          | 90           | 90    |
| 2ª ronda                  | 45           | 0     |
| 1ª ronda                  | 0            | –     |
| Clasificados              | 20           | –     |
| 3ª ronda de clasificación | 10           | –     |
| 2ª ronda de clasificación | 0            | –     |
| 1ª ronda de clasificación | 0            | –     |

## Cabezas de serie
| Tenista               | Ranking | N.º |
| Juan Martín del Potro | 5       | 1   |
| Tomáš Berdych         | 6       | 2   |
| Roger Federer         | 7       | 3   |
| Stanislas Wawrinka    | 9       | 4   |
| Richard Gasquet       | 10      | 5   |
| Kei Nishikori         | 18      | 6   |
| Andreas Seppi         | 22      | 7   |
| Grigor Dimitrov       | 11      | 8   |

- Los cabezas de serie, están basados en el ranking ATP del 14 de octubre de 2013.

### Dobles masculinos
| Tenista                                | Ranking | Preclasificada |
| Rohan Bopanna Édouard Roger-Vasselin   | 27      | 1              |
| Aisam-ul-Haq Qureshi Jean-Julien Rojer | 30      | 2              |
| Mariusz Fyrstenberg Marcin Matkowski   | 41      | 3              |
| Max Mirnyi Horia Tecău                 | 52      | 4              |

- Los cabezas de serie, están basados en el ranking ATP del 14 de octubre de 2013.

## Campeones

### Individual Masculino
Juan Martín del Potro venció a  Roger Federer por 7-6(7-3), 2-6, 6-4

### Dobles Masculino
Treat Huey /  Dominic Inglot vencieron a  Julian Knowle /  Oliver Marach por 3-6, 6-3, [10-4]